# Deutzia crenata
Utsugi
Pour les articles homonymes, voir Utsugi.
Espèce
Synonymes
- Deutzia scabra var. crenata Maxim.
- Deutzia hebecarpa Nakai
- Deutzia fortunei Carr.
- Deutzia dentata Hort ex C. Koch
- Deutzia canescens Hort ex C. Koch
- Deutzia californica hort.

Deutzia crenata, appelé au Japon Utsugi (ウツギ, kanji : 空木 ou 卯木),  est un arbrisseau à feuilles caduques du genre Deutzia et de la famille des hydrangéacées (hortensias). Un de ses autres noms vernaculaires japonais est Unohana (卯の花). Dans la classification d'Engler on peut aussi le ranger dans la famille des saxifrages.

## Noms vernaculaires
Le terme japonais Utsugi s'écrit avec les kanji 空 (utsu, vide) et 木 (ki, arbre) car ses tiges sont creuses  . Les fleurs apparaissent au mois lunaire du lapin (卯月, uzuki) (quatrième mois du calendrier lunaire japonais, correspondant à avril), raison pour laquelle on le nomme aussi la fleur de ce mois-ci c’est-à-dire, la fleur d'avril (卯の花, unohana)    .

## Distribution
La plante est native du Japon et de la Chine. Au Japon, elle est largement distribuée dans le sud d'Hokkaido, Honshu, Shikoku et Kyushu  . Deutzia crenata pousse naturellement dans les endroits ensoleillés tels que talus des routes, falaises, lisières de forêts, berges de rivières ainsi que les établissements humains en montagne : on l'utilise alors pour faire des haies dans les champs ou comme plante ornementale de jardin  .

## Description et écologie

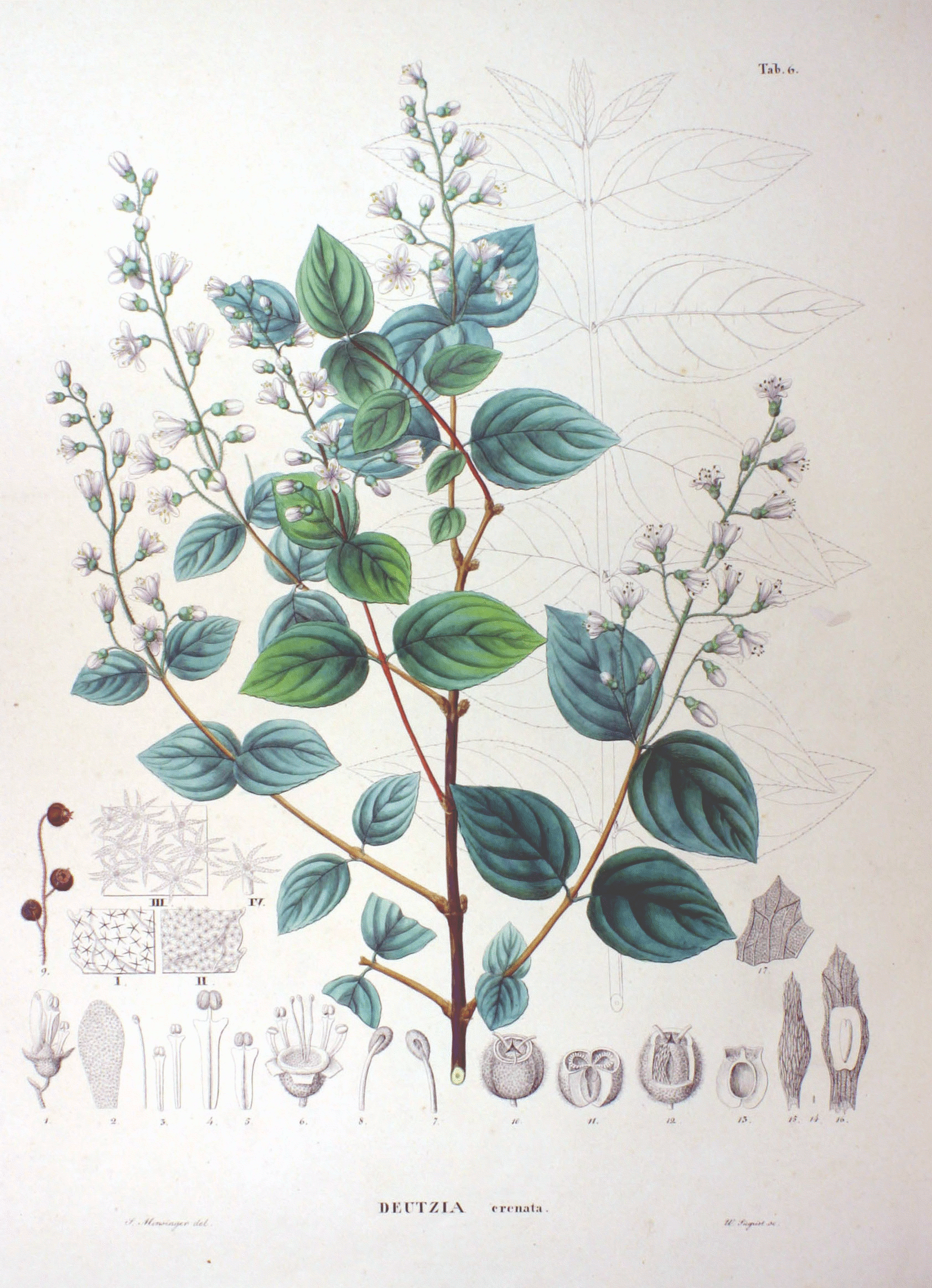
Planche descriptive de Deutzia crenata extraite de Flora Japonica, de Siebold et Zuccarini (1870).

C'est un arbuste feuillu à feuilles caduques d'une hauteur de 1 à 2,5 m, bien ramifié. L'écorce est de couleur gris taupe à brune, et chez les spécimens âgés elle se fend verticalement et s'écaille grossièrement en lanières. La jeune écorce est brune et se fend verticalement et superficiellement. Au fur et à mesure que les branches poussent, elles perdent leur moelle et deviennent creuses.  L'écorce est brun grisâtre et se détache en vieillissant.  Les nouvelles branches sont brun rougeâtre et ont des poils disposés en étoile.
La forme des feuilles est très variable, passant d'un ovale oblong d'une longueur de 5 à 12 cm à un ovale lancéolé, opposé à pétioles. Les limbes des feuilles sont épais et raides avec des poils étoilés   .
La saison de floraison va de mai à juillet . Des panicules sont attachées aux extrémités des branches et de nombreuses fleurs blanches d'un diamètre de 10 à 15 mm sont attachées ensemble et pendent pour fleurir.  Normalement, les pétales sont au nombre de cinq et allongés mais il existe aussi des fleurs à fleurs doubles. Il y a cinq étamines longues et courtes, et le filament a des ailes. Des poils de forme étoilée poussent sur le calice.
La saison des fruits va de septembre à octobre . Les fruits sont des capsules de 4 à 6 mm de diamètre. Il a une forme sphérique comme un bol . Un style subsiste à l'extrémité du fruit   . À maturité en automne, il se divise en 3-4   et reste souvent sur les branches même en hiver  .
Les bourgeons d'hiver sont opposés, enveloppés dans des écailles en forme d'œuf à poils étoilés, et les branches sont également densément peuplées de poils étoilés  Habituellement, il y a deux pseudo-bourgeons apicaux à l'extrémité de la branche et 8 à 10 écailles de bourgeon  . Les cicatrices foliaires sur les côtés des bourgeons d'hiver sont triangulaires, avec trois cicatrices vasculaires. 

## Deutzia crenatadans la culture japonaise
Au Japon, Deutzia crenata est couramment cultivé comme arbuste ornemental. Il est également planté sur les bordures des champs et utilisé comme repère pour les frontières terrestres . Le tronc sert à faire les chevilles de bois utilisés en construction traditionnelle japonaise (kigumi) .
Les fleurs d'un blanc pur sont prisées, notamment des poètes depuis les temps anciens comme un signe traditionnel du début de l'été. Dans le livre Notes de chevet de Sei Shonagon, l'auteur relate une excursion de groupe pour aller écouter le chant du petit coucou, une autre coutume du début de l'été, dans laquelle  la voiture est décorée de branches d'unohana pliées. Dans la période contemporaine, il reste un symbole du début de l'été : il est par exemple cité dans la chanson Summer is not coming.
L' idiome unohana kutashi fait référence à la longue pluie de la fin mai, c'est-à-dire la pluie qui pourrit les fleurs  . Il est souvent utilisé dans les haïkus en tant que kigo (mot saisonnier), avec des significations telles que « pluie de fleurs » ou « pluie de mai »  . Dans le langage floral japonais (hanakotoba), la fleur d'utsugi symbolise la mémoire et la dignité .

## Sous-classement
Il existe de nombreuses variétés de Deutzia crenata en plus de la variété « utsugi de velours ».
- Velours Utsugi Deutzia crenata Sieb. Et Zucc. Var. Heterotricha (Rehder) H. Hara
- Deutzia crenata Sieb. Et Zucc. F. candidissima (Bon.) H. Hara
- Deutzia crenata Sieb. Et Zucc. F. macrocarpa Nakai
- Deutzia crenata Sieb. Et Zucc. F. plena (Maxim.) CK Schneid.
- Deutzia crenata Sieb. Et Zucc. F. Pubescens (Makino) H. Hara
- Deutzia crenata Sieb. Et Zucc. F. Purpurina Honda

## Galerie
|                         |
| feuillage et fleurs (1) |

|                         |
| feuillage et fleurs (2) |

|                         |
| feuillage et fleurs (3) |

|                    |
| détails des fleurs |

|        |
| fleurs |

|        |
| fruits |

## Utsugid'autres genres et d'autres familles
Outre les espèces appartenant au genre Deutzia, il existe un certain nombre d'autres arbres portant le nom d'Utsugi, notamment ceux dont les fleurs, les feuilles et l'aspect sont similaires à ceux de l'Utsugi, comme décrit ci-dessous. Les plantes à troncs creux sont parfois appelées utsugi, même si elles appartiennent à une autre famille ou à un autre genre qui n'est pas apparenté à l'utsugi. Dans les croyances populaires, les plantes aux branches creuses étaient considérées comme ayant un lien fort avec les dieux et étaient considérées comme sacrées. On pense que c'est la raison pour laquelle de nombreuses plantes portant le nom de "-utsugi" au moins en sorte de suffixe ont été créées.
- Hydrangeaceae : Philadelphus cornucopiae, Hortensia paniculé
- Famille du chèvrefeuille : Weigela ornamenta, Weigela ornamenta, Abelia spathulata, Carthame ornamenta, Weigela coraeen
- Coriaria japonica : Coriaria japonica
- Buddlejacées : Buddleja
- Staphyléacées : Staphyléacées
- Rosacées : Arbuste à dentelles